# تی وی ونکاترامان
 تی وی ونکاترامان (انگلیسی: T. V. Ramakrishnan؛ زاده ۱۴ اوت ۱۹۴۱) یک دانشمند اهل هند است.